# دیجی‌کالا
دیجی‌کالا بازارگاه و فروشگاه آنلاینی در ایران و مستقر در تهران است. این پلتفرم تجارت الکترونیکی طیف گسترده‌ای از کالاهای مصرفی را ارائه می‌دهد که شامل کالاهای ورزشی و سرگرمی، لوازم الکترونیکی، مواد غذایی، محصولات شخصی و محصولات دیجیتال با خدمات تحویل سریع است. همچنین این گروه تجاری دارای زیرمجموعه‌هایی است که در سایر زمینه‌های تجارت الکترونیکی فعالیت دارد. بنا بر آمار منتشرشده تا سال ۱۴۰۲ در این بستر بیش از ۹٫۷ میلیون کالای مختلف توسط ۳۰۸ هزار فروشنده برای فروش عرضه شده است و ظرفیت پردازش ۹۰۴ هزار کالا در روز را دارد.
مدل کسب‌وکار دیجی‌کالا یک آمیختگی از بازارگاه مجازی و خرده‌فروشی است. گروه دیجی‌کالا شامل بخش‌ها و مجموعه‌های مختلف است که برخی در داخل خود پلتفرم و برخی با موضوع مختلف و خارج از پلتفرم فروشگاهی دیجی‌کالا درحال فعالیت هستند.

## پیشینه

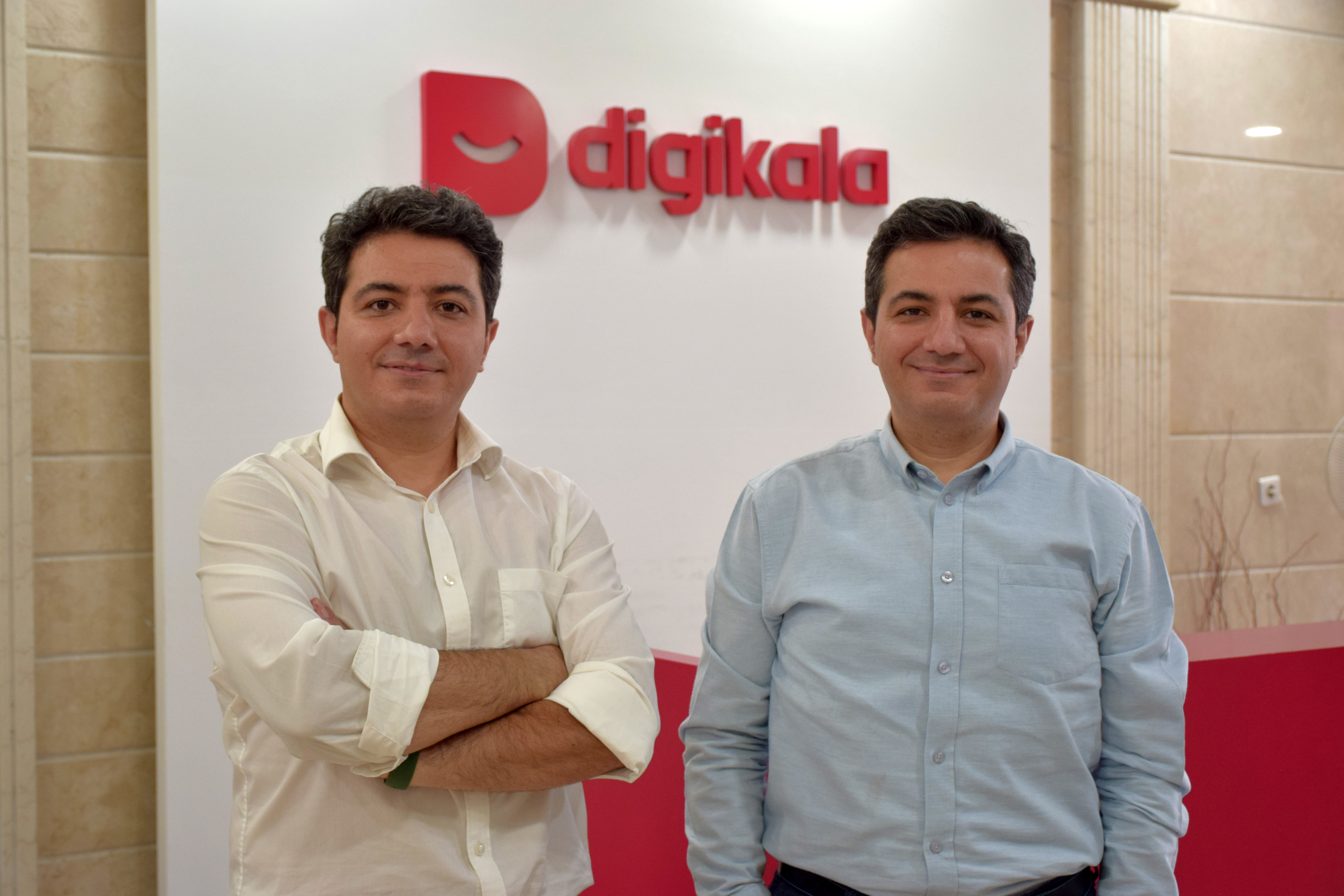
سعید و حمید محمدی، بنیانگذاران دیجی‌کالا

حمید و سعید محمدی دربارهٔ چرایی راه‌اندازی شرکت دیجی‌کالا اعلام کردند که در سال ۱۳۸۴، هر دو عکاسی دیجیتال را پیگیری می‌کردند و پس از جستجو در اینترنت دربارهٔ دوربین‌ها، دوربین دلخواه را از بازار خیابان جمهوری تهران خریداری کردند. اما پس از چند روز، پی بردند که لنز روی دوربین، دست دوم و تعمیر شده است. این رویداد، انگیزهٔ ایجاد نخستین فروشگاه مطمئنی که اطلاعات درستی به کاربران بدهد را در ذهن آن‌ها ایجاد کرد. برادران محمدی در سال ۱۳۸۵، دیجی‌کالا را بنیان گذاشتند. شمار پرسنل نخستین این شرکت، ۵ تن بود؛ شمار کارکنان، تا اسفند ۱۳۹۲ به ۲۰۰ تن افزایش پیدا کرد و بر پایه گفته‌های مدیران، تا پایان سال ۱۳۹۳ به ۷۰۰ تن و در شهریور ۱۳۹۷، به نزدیکی ۲۲۰۰ تن رسید.
بر پایهٔ گزارشی در سال ۱۳۹۷، بخش‌های مالی، منابع انسانی، خرده‌فروشی و عملیات بر عهدهٔ سعید محمدی بوده است و بخش‌های فناوری، توسعهٔ محصول، بازاریابی و مارکت‌پِلیس را حمید محمدی مدیریت می‌کرده است.
این فروشگاه طبق گزارشی از عملکرد خود در سال ۱۳۹۸ اعلام کرد که از طریق سایت و اپلیکیشن میزبان ۵٫۴ میلیون بازدید روزانه بوده است.
در بهمن ۱۴۰۰ دیجی‌کالا همزمان با تولد ۱۵ سالگی خود از سایت جدیدش رونمایی کرد. گفته شده هدف از این تغییر، بهبود عملکرد وبسایت و ارائه بستری مناسب برای پاسخ‌گویی به نیازهای مشترک کسب‌وکار دیجی‌کالا و کاربران این پلتفرم بوده است.

## امور مالی و زنجیرهٔ تأمین

### سرمایه‌گذاری
دیجی‌کالا با سرمایهٔ شخصی اولیه ۲۰ میلیون تومانی حمید و سعید محمدی شروع به کار کرد. شش سال پس از بنیان‌گذاری، با جذب سرمایه‌گذار وارد فاز بعدی گسترش کسب‌وکار خود شد. شرکت خصوصی ایرانی سرآوا پارس در سال ۱۳۹۱ سرمایه‌گذاری در دیجی‌کالا را آغاز کرد. گام دوم سرمایه‌گذاری دیجی‌کالا سال ۱۳۹۴ با جذب سرمایه یک صندوق سرمایه‌گذاری اروپایی با نام شرکت اینترنشنال اینترنت اینوستمنت (IIIC) آغاز شد. بر پایه گزارش ۱۰۰ روزه دولت، دیجی‌کالا از دی‌ماه سال ۱۳۹۴ فرایند جذب سرمایه را از طریق IIIC و به مبلغ ۱۰۰ میلیون دلار در قالب افزایش سرمایه و در ازای اعطای ۲۱ درصد سهام آغاز کرد. این فرایند جذب سرمایه با گرفتن مجوز سرمایه‌گذاری خارجی، از سازمان سرمایه‌گذاری و کمک‌های اقتصادی و فنی ایران کامل شده است. بنا به گفته مدیران دیجی‌کالا در آذر سال ۱۳۹۷، ۳۵ درصد سهام گروه دیجی‌کالا در اختیار سرآوا، ۳۵ درصد برادران محمدی، نزدیک ۲۵ درصد در اختیار شرکت سرمایه‌گذاری هلندی - صندوق اروپایی IIIC و بقیه نیز سهم تشویقی ۸۰ نفر از مدیران کلیدی دیجی‌کالاست.
| سال  | شمار پرسنل |
| ---- | ---------- |
| ۱۳۸۶ | ۵          |
| ۱۳۹۲ | ۲۰۰        |
| ۱۳۹۳ | ۷۰۰        |
| ۱۳۹۴ | ۱۰۰۰       |
| ۱۳۹۵ | ۲۰۰۰       |
| ۱۳۹۶ | ۲۷۰۰       |
| ۱۳۹۷ | ۲۲۰۰       |
| ۱۳۹۸ | ۴۵۵۰       |
| ۱۴۰۰ | ۸۲۰۰       |

### شمار کارکنان
به دنبال نابسامانی اقتصادی در تابستان ۹۷ این شرکت مجبور به تعدیل ۱۷۵ نفر از ۲۴۰۰ نفر پرسنل خود شد. در حال حاضر تعداد کارکنان دیجی‌کالا بیش از ۸ هزار نفر است. برنامه دیجی‌کالا در سال ۱۴۰۰ رشد تعداد همکاران تا ۱۰ هزار نفر است.

### حریم شخصی
برای ثبت نام و خرید و فروش از دیجی‌کالا به کد ملی احتیاج است.

### فناوری الگوریتم لجستیک
سورس کد بک اند نرم‌افزار سایت را داخل فریمورک‌های زبان‌های برنامه‌نویسی ای اس پی دات نت ام وی سی و پی اچ پی نوشته‌اند.
همچنین در سال ۱۴۰۰ زیرساخت اپلیکیشن و سایت دیجی‌کالا، به کتابخانه ری‌اکت مهاجرت کرد.

## محصولات و خدمات
دیجی‌کالا از ابتدا تنها کالاهای دیجیتالی و الکترونیکی را به شکل آنلاین به فروش می‌رساند تا اینکه از سال ۱۳۹۳ از فروش کالای دیجیتال به فروش دیجیتال کالا تغییر استراتژی داد و از آن پس، به فروشگاه آنلاین کالا در همهٔ دسته‌های کالایی تبدیل شد.
گروه دیجی‌کالا شامل بخش‌ها و مجموعه‌های مختلف است که برخی در داخل خود پلتفرم و برخی با موضوع مختلف و خارج از پلتفرم فروشگاهی دیجی‌کالا درحال فعالیت‌اند.
کالاهای دیجیتال، هنری، لوازم آرایشی، بهداشتی و سلامت، خودرو، ابزار و اداری، مد و پوشاک، لوازم خانه و آشپزخانه، کتاب، نوشت‌افزار، اسباب‌بازی، کودک و نوزاد و تجهیزات ورزش و سفر در این فروشگاه قابل دسترسی هستند. سوپرمارکت دیجی‌کالا نیز در تیرماه تابستان ۱۳۹۷ با پیوستن روکولند به این مجموعه افزوده شده است.
بلک فرایدی یا حراج جمعه سیاه هر ساله در ایران برگزار میشود و دیجی‌کالا یکی از پیشگامان در این امر میباشد. حراج بلک فرایدی در دیجی‌کالا امسال (1403) از ۱ تا ۱۰ آذر انجام میشود. حراج جمعه سیاه به این صورت است که شما می‌توانید با مراجعه به وبسایت دیجی‌کالا، کالای مورد نظر خود را انتخاب و خرید خود را انجام دهید. در زمان بلک فرایدی در سایت دیجی کالا مسابقه شکارگنج نیز برگزار میشود که میتوانید با پیدا کردن کدی که در یکی از عکس های محصول مخفی شده از تخفیف 99% کالا بهره‌مند شوید.

### فروشندگان ثالث
دیجی‌کالا، بازارگاه یا مارکت‌پلِیس (به انگلیسی: Marketplace) خودش را در سال ۱۳۹۵ راه‌اندازی نمود که از این طریق فروشندگان می‌توانند محصولات خود را در بستر سایت بفروشند. برای کالاها براساس دسته حداکثر قیمت وجود دارد.

### گارانتی
گروهی از کالاهای فروشگاه، دارای گارانتی شرکتی هستند و برخی دیگر تنها هفت روز گارانتی دیجی‌کالا را دارند که شامل تعویض یا پس گرفتن کالا در شرایطی مشخص می‌شود. بیشتر کالاها دارای توضیحات، نقد و بررسی هستند و کاربران می‌توانند دیدگاه و امتیاز و نقد خود را دربارهٔ هر کالا برای دیگر کاربران به اشتراک بگذارند.

### دیجی‌کلاب
دیجی‌کلاب، باشگاه کاربران دیجی‌کالا است که با قرعه‌کشی، جوایزی را برای اعضای آن، پیشنهاد می‌دهد.

### دیجی‌پلاس
دیجی‌پلاس، خدمات ویژه دیجی‌کالا برای کاربرانش است. این سرویس در مرداد ۱۳۹۹ راه‌اندازی شد.

### دیجی‌کالا مگ
دیجی‌کالا مگ یک رسانهٔ برخط زیرمجموعهٔ دیجی‌کالا است که در دامنهٔ اصلی این شرکت، میزبانی می‌شود و در تابستان ۱۳۹۴ توسط شرکت اصلی راه‌اندازی شده است. این وبگاه مقالاتی دربارهٔ فناوری و سبک زندگی منتشر می‌کند.

### دیجی‌کالاجت
دیجی‌کالاجت سرویسی برای فروش کالاهای سوپرمارکتی دیجی‌کالا است. دیجی‌کالا در تیرماه سال ۱۳۹۷ با خرید «سوپرمارکت اینترنتی روکولند»، فروش محصولات تازه سوپرمارکتی به صورت آنلاین را آغاز کرد،سپس در تابستان سال ۱۴۰۰ از سرویس جدیدی به نام «دیجی‌کالا جت» رونمایی کرد. تا پایان تابستان سال ۱۴۰۰، تعدادی از شهرهای ایران مثل تهران، کرج، مشهد و شیراز تحت پوشش این سرویس قرار گرفته است و تا پایان سال بیشتر شهرهای بزرگ ایران تحت پوشش قرار خواهد گرفت.

### دیجی‌نکست
دیجی‌نکست زیرمجموعه دیجی‌کالا در سال ۱۳۹۷ برای جذب سرمایه‌گذاری و سرمایه‌گذاری بر روی استارت‌آپ‌ها ایجاد شده است.

### فیدیبو
دیجی‌کالا در سال ۱۳۹۵ بخشی از سهام فیدیبو را خرید و در سال ۱۳۹۶ با افزایش سرمایه‌گذاری، مالک اصلی آن شد. فیدیبو فروشگاه قانونی کتاب الکترونیک فارسی است که از اسفند ۱۳۹۲ فعالیت خود را آغاز کرده است. فیدیبو با همراهی دیجی‌کالا در اردیبهشت ۱۳۹۷ اولین کتابخوان انحصاری خود را با نام فیدیبوک با پشتیبانی از زبان فارسی عرضه کردند.

### دیجی‌استایل
دیجی‌استایل که از وبگاه‌های زیرمجموعه دیجی‌کالا شمرده می‌شود. این وبگاه، در زمینهٔ آرایشی و بهداشتی نیز وارد شده است. گسترهٔ محصولات دیجی‌استایل تا پایان سال ۱۳۹۷، شامل لباس مردانه، زنانه و بچگانه، انواع کیف‌های مردانه و زنانه، انواع کفش‌های ورزشی و رسمی، عینک، ساعت، دستبند، دستکش، کلاه، زیورآلات از برندهای گوناگون بوده است.

### دیجی‌پی
دیجی‌پی استارت‌آپی در زمینهٔ فین‌تک و صنعت پرداخت است که پیش از این با نام هماپی فعالیت می‌کرد و از سال ۱۳۹۶ به گروه دیجی‌کالا پیوست. این سیستم یکپارچه پرداخت آسان بدون نیاز به ورود اطلاعات کارت است. در خردادماه ۱۴۰۰، خبرگزاری‌ها از امضای تفاهم‌نامه‌ای به ارزش دو هزار میلیارد تومان بین دیجی‌کالا، دیجی‌پی و پست بانک ایران خبر دادند.

### کمدا
کمدا پلتفرم خرده‌فروشی در بستر شبکه اجتماعی (Social Commerce) است که اوایل سال ۱۳۹۹ از اسمارت‌آپ ونچرز خارج و دیجی‌کالا در آن سرمایه‌گذاری کرد. این استارتاپ فعالیت خود را از سال ۱۳۹۶ در حوزه فشن و باهدف بازگرداندن پوشیدنی‌های مازاد به چرخه مصرف آغاز کرد. کمدا تجربه خرید و فروش تعاملی و نوعی شبکه‌اجتماعی خرید و فروش ایرانی با محوریت خانم‌ها و چشم‌انداز H2H (ارتباط مستقیم انسان به انسان) است. بعد از سرمایه‌گذاری دیجی‌کالا دسته‌بندی‌های جدید از جمله کتاب، آرایشی و بهداشتی، لوازم خانه و آشپزخانه، خوراکی، بازی و سرگرمی، کودک و سیسمونی، وسایل دکوری، ورزشی، لوازم پت، کوهنوردی و سفر در کنار فشن به کمدا اضافه شد.

### پیندو
پیندو پلتفرم ثبت آگهی آنلاین خرید و فروش کالا و ارائه خدمات است که در سال ۱۳۹۹ به گروه دیجی‌کالا افزوده شد. پیندو به دیجی‌کالا پیوند خورده است به طوری که بینندگان آگهی در پیندو می‌توانند مشخصات فنی، نقد و بررسی تخصصی، نظرات خریداران و قیمت کالا را در دیجی‌کالا ببینند. امکان فیلتر کردن آگهی‌ها براساس دسته‌بندی، برند، میزان نو بودن و قیمت کالا نیز فراهم است.

### دیجی‌کالا بیزینس
دیجی‌کالا برای فروش کالا با قیمت عمده فروشی زیر دامنه مخصوص دیجی‌کالا بیزینس (به انگلیسی: digikalabusiness) را راه‌اندازی کرده است.

### فروش محصولات درمانی، بهداشتی و داروهای بدون نیاز به نسخه
در سال ۱۴۰۰ این شرکت شروع به فروش اختصاصی از داروخانه‌ها به شکل آنلاین برای محصولات درمانی و بهداشتی، داروی بدون نسخه، کالای سلامت غیردارویی و مکمل غذایی کرد که با دخالت اداره غذا و دارو متوقف شد.

## زنجیره تأمین و ساختمان‌ها

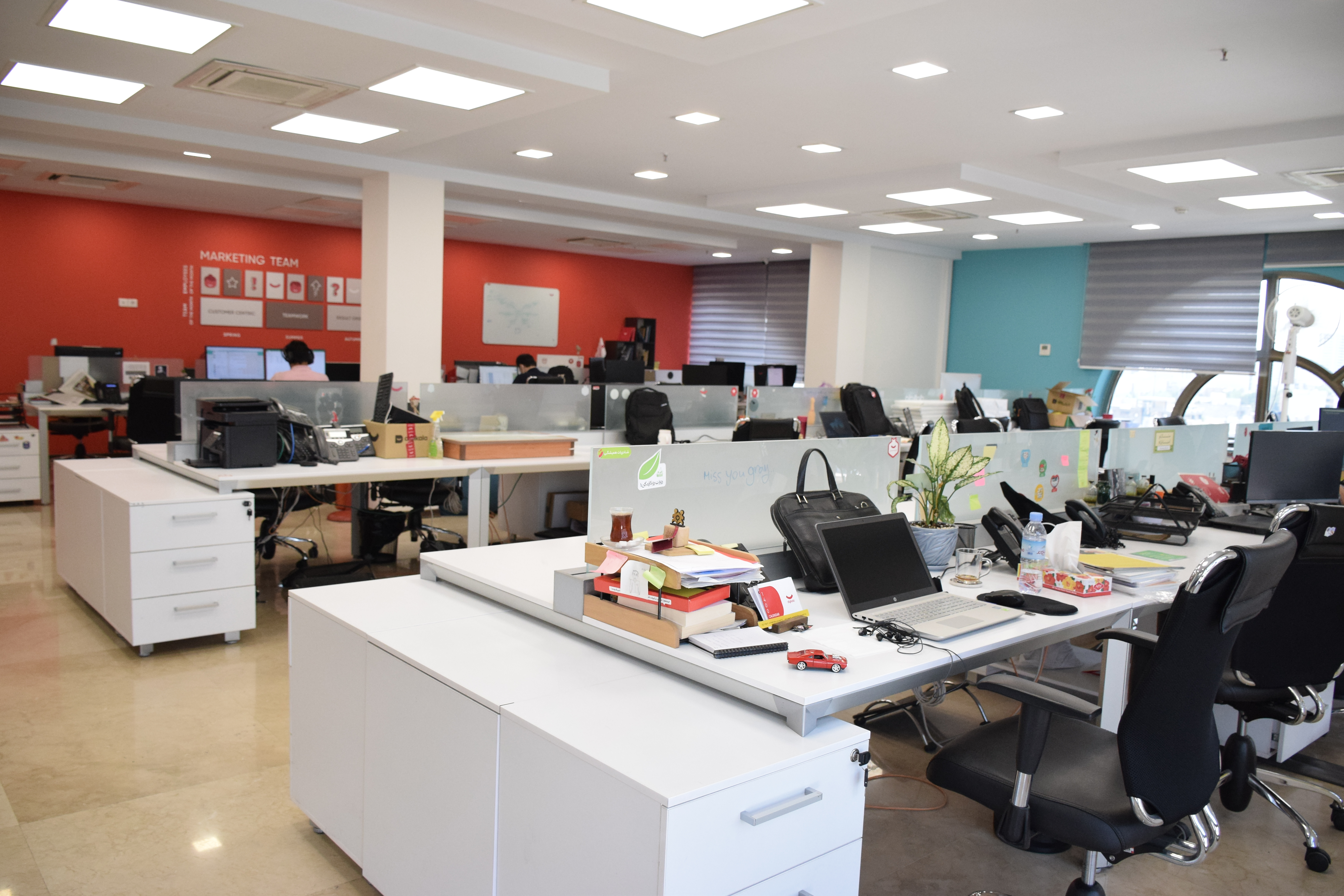
نمایی از دفتر مرکزی شرکت در تهران

دفتر مرکزی و دفتر دوم (دفتر فنی و مالی) در تهران و دفتر سوم در خارج از تهران در جاده قدیم کرج (فتح) در شهرک دانش واقع شده است. دیجی‌کالا سه مرکز پردازش و انبار کالا در تهران و ۲۳ مرکز توزیع در شهرهای بزرگ ایران دارد.

### کانون‌های پردازش کالا
نخستین مرکز پردازش کالای دیجی‌کالا در سال ۱۳۹۲ راه‌اندازی شد. در این مرکز زنجیره‌ای از فعالیت‌های به هم پیوسته وجود دارد که در فرایند تحویل به موقع سفارش تأثیر مستقیم دارد. این فعالیت‌ها با انتقال کالا از فروشندگان و تأمین‌کنندگان آغاز می‌شود و بعد از قرار گرفتن در زنجیره تأمین، پردازش و ارسال در نهایت با تحویل سفارش مشتری در بازه زمانی از پیش تعیین‌شده پایان می‌یابد. دیجی‌کالا در آبان ۱۳۹۶ دومین مرکز پردازش کالای خود را نیز افتتاح کرد، این مرکز بزرگ‌ترین مرکز پردازش کالا در خاورمیانه است که ظرفیت ثبت سفارش کاربران را به ۴۰۰ هزار کالا در روز افزایش داده است.

## کالاهای غیرقابل فروش
بر پایهٔ اعلام رسمی این شرکت در سال ۲۰۱۹، کالاهای ممنوعه (غیرقابل فروش) در دیجی‌کالا، شامل مواردی چون: ابزار جانبی اصل برند اپل (غیراصل اپل، قابل فروش بوده است)، تمامی کالاهای مروج ادیان غیر از اسلام یا دارای طرح صلیب و مسیح، همهٔ پرنسس‌های دیزنی، عروسک با پوشاک و «اندام نامناسب» و مغایر با «شئونات اسلامی»، کالاهای گسترش‌دهندهٔ فرهنگ غرب، ابزار توان‌بخشی و ژل و اسپری جنسی و اقلام «منشوری» بوده است.

## بازخوردها و دستاوردهای شرکت
در سال ۱۳۸۷ در همایش ملی تجارت الکترونیکی، به عنوان وبگاه برگزیده از سوی وزارت بازرگانی معرفی شد.بر اساس گزارش مجلهٔ اکونومیست در سال ۲۰۱۴ این وبگاه با سرمایهٔ ۱۵۰ میلیون دلار در رتبهٔ اول شرکت‌های اینترنتی ایران قرار گرفت هرچند که در اوایل سال ۹۵ این ادعای مجله اکونومیست غیرواقعی دانسته شد بر اساس این گزارش مدیرعامل شرکت سرمایه‌گذاری توسعه صنعتی ایران در نامه‌ای به سازمان بورس و اوراق بهادار اعلام کرد: این شرکت نسبت به واگذاری ۷٫۸۳ درصد سهام شرکت نوین‌اندیشان سرآوا پارس به سرمایه‌گذاران خارجی به ارزش ۶ میلیون و ۳۷۷ هزار و ۹۱۷ یورو اقدام کرده است. بر طبق این خبر، شرکت سرآوا پارس که مالک عمده سهام دیجی‌کالا می‌باشد؛ ۷٫۸۳ درصد از سهام خود را حدود ۷٫۳ میلیون دلار فروخته است؛ بنابراین میزان ارزش کلی آن حدود ۹۰ میلیون دلار ارزش‌گذاری می‌شود که ادعای مجله اکونومیست را که ارزش دیجی‌کالا را ۱۵۰ میلیون دلار برآورد کرده‌بود رد می‌کند. طبق گزارش واشینگتن پست در سال ۱۳۹۳ (۲۰۱۴ میلادی) این وبگاه روزانه ۳٬۰۰۰ درخواست خرید و در ۱۶ شهر مهم ایران برای پخش محصولاتش شعبه دارد. در سال ۱۳۹۳ این شرکت ۴۵۰ کارمند حمل و نقل داشت که عهده‌دار تحویل محصولات به مشتریان بودند.برخی منابع دیجی‌کالا را از نظر سهم گسترده‌ای که در بازار تجارت الکترونیک ایران دارد، با شرکت آمازون مقایسه می‌کنند و به آن لقب «آمازون ایرانی» داده‌اند.دیجی‌کالا برنده بهترین لجستیک در دومین دوره اعطای جایزه ملی لجستیک و زنجیره تأمین شد و تقدیرنامه ۳ ستاره دریافت کرد.
بنیان‌گذاران دیجی‌کالا در دی‌ماه ۱۳۹۷ نشان امین الضرب اتاق بازرگانی تهران را دریافت کردند.
- در شب یلدای سال ۱۳۹۵ به دلیل وجود یک باگ امنیتی، صفحهٔ کاربران جابجا نشان داده می‌شد.[۷۱]
- در جریان همه‌گیری کووید ۱۹، صداوسیما گزارش داد که فروشندگان دیجی‌کالا ماسک را به قیمت چندین برابر زیادتر می‌فروشند که دیجی‌کالا آن را تکذیب کرد.[۷۲]
- در سال ۱۳۹۷ هشتگ تحریم سایت در توییتر به راه انداخته شد.[۷۳]
- در اردیبهشت ۱۴۰۱ تجارت نیوز گزارش داد تخلفات دیجی‌کالا در اتحادیه کسب وکارهای اینترنتی سرپوش می‌شود.[۷۴]

## ساختار سهامداران
در پاییز سال ۱۴۰۱ حمید محمدی مدیرعامل دیجی‌کالا در واکنش به گزارش ایران اینترنشنال در مورد سهامداران این شرکت، ساختار سهامداری و مالکیت گروه تجارت الکترونیک دیجی‌کالا را در توییتر خود منتشر کرد. بر این اساس۳۳/۱۲ درصد سهام دیجی‌کالا به هم‌بنیان‌گذاران (حمید و سعید محمدی)، ۳۲/۶۷ درصد به صندوق سرمایه‌گذاری اروپایی (IIIC)، ۲۵/۶۴درصد به شرکت سرآوا پارس، ۴/۴۶ درصد سهام تشویقی مدیران و کارکنان کلیدی و ۴/۱۱ درصد به سایر شرکت‌های سهامدار (شرکت‌های لیلیان مد تجارت، بازار آتی آرا، پامگرانات اینوستمنت ای-بی، کیا آسا تجارت توس و پارس گستر دینا) تعلق دارد.

## انتقادات
دیجی‌کالا به دلیل کلاه‌برداری از مشتریان در «تخفیف ویژه» بلک فرایدی به وسیله نشان دادن تخفیف غیرواقعی و کالاهای بدون کیفیت مرجوعی مورد انتقاد است.
اغلب شکایت‌ها از دیجی‌کالا به دلیل تقلبی بودن و مغایرت کالا و درج اطلاعات غلط و غیرواقعی در وبسایت، عدم نظارت و عدم پاسخ‌دهی است.
در بهمن ۱۴۰۲، دیجی‌کالا بخاطر عرضه ماگ‌هایی که افراد منسوب به حکومت ادعا می‌کردند در آن به فاطمه زهرا دختر محمد، توهین شده‌است، مورد انتقاد قرار گرفت و رسانهٔ رسمی قوه قضاییه اعلام کرد «به دلیل انتشار تصاویر توهین‌آمیز به مقدسات از برخی محصولات ارائه شده در سایت دیجی‌کالا، علیه این سایت اعلام جرم شد».سپس حمید محمدی، هم‌بنیان‌گذار و رئیس هیئت مدیره دیجی‌کالا در صفحه خود در ایکس (توییتر سابق) خبر دستگیری مسعود طباطبایی، مدیرعامل دیجی‌کالا را داد؛ که ساعاتی بعد خبر آمد که وی با قید سپردن وثیقه به‌طور موقت آزاد شده است. سرانجام دیجی کالا با انتشار بیانیه‌ای عذرخواهی کرد و اذعان کرد نظارت روی کالاهای خود را بیشتر از پیش و سختگیرانه‌تر خواهد کرد. همچنین این کالاها را غیرفعال نمودن و ممنوعیت فعالیت فروشنده آنها را نیز به دنبال داشت.